# Hillel Seidman
Pour les articles homonymes, voir Seidman.
Hillel Seidman, né à Skalati (en Galicie orientale) le 27 novembre 1915 et mort à Brooklyn le 28 août 1995, est un survivant et un témoin du ghetto de Varsovie.

## Biographie
De confession juive, Seidman est élevé dans la tradition hassidique, en particulier au contact de son grand-père maternel.

### Études
Il poursuit des études talmudiques approfondies avant de s'inscrire à l'université de Varsovie. Il rédige une thèse en histoire consacrée à l'histoire de la communauté juive de Varsovie (thèse non publiée). Il est docteur en philosophie et lettres en 1939.

### Journaliste
Hillel Seidman s'investit très tôt dans le journalisme (à partir de 1930 il collabore au Yidishe togblat et au Moment), mais également dans la vie politique en grande partie par idéal sioniste.

### Activiste
Militant du parti orthodoxe Agoudat Israel et de son groupement de jeunesse, il devient secrétaire du parti.
Il est également secrétaire du groupe parlementaire juif à la Diète polonaise.
En 1937, il est nommé directeur des archives de la Kehilla de Varsovie et de la section religieuse de la même Kehilla, et en 1939, très brièvement, il est conseiller municipal de la capitale.
Parallèlement à ces activités, à partir de 1934, il écrit beaucoup, à tel point que le professeur Meir Balaban, son maître, constate que « Seidman a plus vite fait d'écrire un livre que d'en lire ».

### Seconde Guerre mondiale
Sous l'occupation allemande et après la création du ghetto, il se voit confier des responsabilités au sein du département des affaires religieuses de la Kehilla, ce qui lui permet d'apporter de l'aide à des personnalités religieuses et de la vie intellectuelle. Il dispose d'un laissez-passer qui l'autorise à se rendre en secteur aryen ce qui lui permet de transmettre des lettres d'un secteur à l'autre.
Lorsqu'il prend conscience de la volonté des allemands d'exterminer le judaïsme varsovien, à partir de juillet 1942, il tient un journal quasi-quotidien, en hébreu, des évènements touchant la communauté. Ce journal, connu sous le nom de Journal du ghetto, s'arrête le 15 mars 1943 alors qu'il est arrêté et incarcéré à la prison Pawiak à Varsovie (il avait déjà été arrêté le 28 août 1942, pris dans une rafle dans un quartier complètement encerclé – ce que Seidman appelle un blocus – mais avait été libéré avec l'appui de Lichtenbaum, le président de la Kehilla).
Seidman est en possession de papiers d'identité officiels de l'état paraguayen, ainsi qu'il le signale dans son journal le 24 septembre 1942 (plusieurs membres de la communauté juive de Varsovie ont reçu des papiers d'identité de différents pays d'Amérique du Sud, et tous ne sont pas authentiques...), aussi est-il envoyé à Vittel (en France) au camp d'internement et d'échange pour juifs, en vue d'un échange (théorique) contre des nationaux allemands vivant en Amérique du Sud. De nombreux juifs varsoviens, arrivés à Vittel à partir de mai 1943 et qui se retrouvent dans cette situation, seront déportés vers Drancy puis vers les chambres à gaz d'Auschwitz en 1944 ; Seidman échappe à ce sort.

### New York
Libéré, il s'installe à New York (Brooklyn) et il reprend ses activités de journaliste. Il s'investit dans le militantisme au sein de l'Agoudat Israel et de Poaley Agudes-Yisroel.
Il est brièvement à la tête d'un département du ministère des Affaires sociales israélien dans les années 50.
Il rédige de nombreux ouvrages en yiddish et en hébreu, en particulier une biographie de Menahem Begin, un ouvrage critique de la politique des Nations unies vis-à-vis d'Israël et un ouvrage traitant des personnalités religieuses de Pologne avant la guerre.

## Œuvres
- Du fond de l'abîme : journal du ghetto de Varsovie  (trad. de l'hébreu), Paris, Plon, 1998, 710 p. (ISBN 2-266-12168-5) ; rééd. Les Belles Lettres, coll. Le goût de l'Histoire, Paris, 778 p., 2025  (ISBN 978-2251456546)